# Maià de Montcal
Maià de Montcal är en kommun i Spanien.   Den ligger i provinsen Província de Girona och regionen Katalonien, i den östra delen av landet, 600 km öster om huvudstaden Madrid. Antalet invånare är 443. Arean är 17,3 kvadratkilometer. Maià de Montcal gränsar till Beuda, Cabanelles, Crespià, Esponellà, Serinyà och Sant Ferriol. 
Terrängen i Maià de Montcal är platt åt sydost, men åt nordväst är den kuperad.